# Wedge Tombs von Maumnahaltora

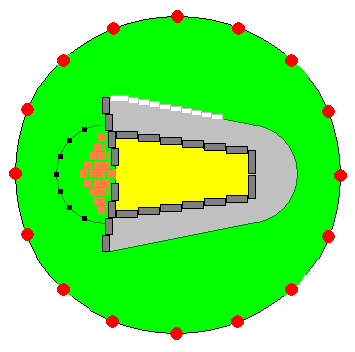
Prinzipskizze Wedge Tomb am Beispiel von Island

Die drei Wedge Tombs von Maumnahaltora (irisch Mám na hAltóra) liegen auf der Dingle-Halbinsel, nahe der Passhöhe von Altar und der N86 (Straße), die von Tralee über den Connor Pass nach Dingle führt, bei einem Bauernhof im Quellgebiet des Emlagh River im County Kerry in Irland. Wedge Tombs (deutsch „Keilgräber“), früher auch „wedge-shaped gallery grave“ genannt, sind ganglose, mehrheitlich ungegliederte Megalithbauten der späten Jungsteinzeit und der frühen Bronzezeit.

## Tomb 1
Wedge Tomb 1 ist die westlichste Megalithanlage der Gruppe. Sie besteht aus einer etwa drei Meter langen leicht keilförmigen Galerie, die im Osten von einem Deckstein bedeckt ist. Die etwa 1,4 m breite Galerie wird nur noch durch je zwei seitliche Tragsteine und den Endstein markiert. Die Steine auf der Westseite sind etwas höher weil unbeschädigt.
Lage: 52° 11′ 43,6″ N, 9° 55′ 52,9″ W

## Tomb 2
Wedge Tomb 2 wird auf alten Karten als „Altar“ (Name des Passes) bezeichnet und liegt etwa 100 m nordöstlich von No. 1. Es ist auch größer bzw. vollständiger und besteht aus den Resten der Galerie und der Außenmauer. Es hat eine Gesamtlänge von etwa fünf Metern und ist in Vor-, Haupt- und eine durch einen Trennstein separierte Endkammer unterteilt. Ein Schalenstein liegt im Süden der Anlage.
Lage: 52° 11′ 45″ N, 9° 55′ 52,5″ W

## Tomb 3
Wedge Tomb 3 liegt etwa 45,0 m östlich von Nr. 1, ist aber tief im Torf begraben.
Lage: 52° 11′ 45,6″ N, 9° 55′ 48,1″ W